# Benno Orendi
Benno Orendi, né le 29 mars 1918 à Sibiu et mort le 17 septembre 1948 à Hamelin, est un médecin roumain employé comme médecin de camp avec le grade de SS Untersturmfuhrer dans le camp de concentration pour femmes de Ravensbrück.

## Biographie
Le 25 juin 1940, alors étudiant en médecine, il est appelé au Waffendienst für Deutschland (service militaire allemand) et se porte volontaire dans la Waffen-SS (n° 379 245). Il est à la 4e Panzer-Jäger-Abteilung et combat sur le Front de l'Est. À l'automne 1942, il est affecté à Berlin pour y terminer ses études. Le 20 avril 1944, il obtient son doctorat en médecine.
Du 26 avril au 21 décembre 1944, Orendi est détaché au camp de concentration pour femmes de Ravensbrück, où il est d'abord l'assistant de Percival Treite. Il est rapporté qu'il a mené des expériences sur des humains pour régénérer les os, les muscles et les nerfs, des expériences ont également été menées sur des détenus du camp, dans lesquelles les victimes étaient infectées par des bactéries puis traitées avec des antibiotiques
En novembre 1944, il devient élève-officier, selon ses propres déclarations, une mutation-sanction a lieu un mois plus tard, la raison en est encore inconnue à ce jour.

## Procès de Ravensbrück
Lors du quatrième des sept procès de Ravensbrück à Hambourg, Orendi fait référence à son serment d'allégeance à Adolf Hitler et à l'« ordre d'urgence » associé selon lequel il n'avait jamais agi que sur les instructions d'autrui, et prétend ne pas être responsable de ses actes. Ses affirmations selon lesquelles il se souciait du bien-être des prisonniers sont démenties par de nombreux témoignages.
Orendi est reconnu coupable et condamné à mort le 4 juin 1948. Le même jour, il est transféré de la prison du tribunal d'Altona à la prison de Fuhlsbüttel. De là, il est transféré le 15 septembre au centre de détention de Hamelin où il est pendu le 17.